# Maamme
Maamme (finski) ili Vårt land (švedski) znači "Naša zemlja" i naziv je neslužbene himne Finske.

Oi maamme, Suomi, synnyinmaa,

soi, sana kultainen!

Ei laaksoa, ei kukkulaa,

ei vettä, rantaa rakkaampaa,

kuin kotimaa tä'ä pohjoinen,

maa kallis isien.

On maamme köyhä, siksi jää,

jos kultaa kaivannet.

Sen vieras kyllä hylkäjää,

mut' meille kallein maa on tä'ä,

sen salot, saaret, manteret

ne meist' on kultaiset.

 
Ovatpa meille rakkahat

koskemme kuohuineen,

ikuisten honkain huminat,

täht'yömme, kesät kirkkahat,

kaikk' kuvineen ja lauluineen

mi' painui sydämeen.

 
Täss' auroin, miekoin, miettehin

isämme sotivat,

kun päivä piili pilvihin

tai loisti onnen paistehin,

täss' Suomen kansan vaikeimmat

he vaivat kokivat.

Tään kansan taistelut ken voi

ne kertoella, ken?

Kun sota laaksoissamme soi,

ja halla näläntuskan toi,

ken mittasi sen hurmehen

ja kärsimykset sen?

Täss' on sen veri virrannut

hyväksi meidänkin,

täss' iloaan on nauttinut

ja murheitansa huokaillut

se kansa, jolle muinaisin

kuormamme pantihin.

Tääll' olo meill' on verraton

ja kaikki suotuisaa,

vaikk' onni mikä tulkohon,

maa, isänmaa se meillä on.

Mi' maailmass' on armaampaa

ja mikä kallimpaa?

Ja tässä, täss' on tämä maa,

sen näkee silmämme.

me kättä voimme ojentaa

ja vettä, rantaa osoittaa

ja sanoa: "kas tuoss' on se,

maa armas isäimme".

Jos loistoon meitä saatettais'

vaikk' kultapilvihin,

mis' itkien ei huoattais',

vaan tärkein riemun sielu sais',

o'is' tähän köyhään kotihin

haluamme kuitenkin.

Totuuden, runon kotimaa

maa tuhatjärvinen

miss' elämämme suojan saa,

s'a muistojen, s'a toivon maa,

ain' ollos onnees', tyytyen,

vapaa ja iloinen.

S'un kukoistukses' kuorestaan

kerrankin puhkeaa,

viel' lempemme saa nousemaan

s'un toivos', riemus' loistossaan,

ja kerran laulus', synnyinmaa

korkeimman kaiun saa.

Johan Ludvig Runeberg, ljeta 1846. 
Prijevod sa švedskog na finski od Juliusa Krohna (1867.)
Današnji se finski prijevod obično pripisuje Cajanderu i njegovom prijevodu iz 1889. Ensign Stål, ali u stvari izvorni je prijevod iz 1867.  Juliusa Krohna.